# وایولت و دیزی
وایولت و دیزی (به انگلیسی: Violet & Daisy) فیلمی محصول سال ۲۰۱۱ و به کارگردانی جفری اس فلچر است. در این فیلم بازیگرانی همچون سرشه رونان، الکسیز بلدل، جیمز گاندولفینی، دنی ترخو، ماریان ژان-بتیست، تاتیانا ماسلانی، کودی هورن، جان وینتیمیلیا و دنی هوچ ایفای نقش کرده‌اند.